# لده
شهر لِدِه 
(به فلاندری: Lede) در شهرستان الست  در استان فلاندری شرقی  در منطقه فلاندری در کشور بلژیک واقع شده‌است.